# 博龍杜古
博龍杜古（法語：Borondougou），是馬里的城鎮，位於該國中部，由莫普提區的莫普提省負責管轄，面積35平方公里，海拔高度253米，2009年人口9,056，人口密度每平方公里258.74人。
14°49′24″N 3°58′33″W / 14.82333°N 3.97583°W